# Mølle
 For alternative betydninger, se Mølle (flertydig). (Se også artikler, som begynder med Mølle)
En mølle (oldnordisk: mylna; ældre dansk: møllæ, fra senlatinsk molina) eller kværn er en maskine, der kan bryde eller findele solidt materiale i mindre stykker. Møllen udfører (som regel ved rotation) et arbejde (som regel knusning, stampning og/eller findeling af en masse).
Et møllebrug er en virksomhed, der driver en mølle med dertil hørende bygninger, jord og rettigheder.

## Typer
Der findes mange mølletyper:
- Efter drivkraft:
  - Vindmølle – en mølle, der drives af vindenergi.
    - Stubmølle – er den ældste vindmølletype i Danmark.
    - Hollandsk vindmølle - en vindmølletype, hvor kun hatten er drejelig, hvorfor den er lettere at håndtere end stubmøllen.

  - Vandmølle – en mølle, der drives af strømmende vand.
    - Græsmølle (el. Vintermølle) – en vandmølle, der ikke anvendes i forårs- og sommerhalvåret.
    - Horisontalmølle (el. Skvatmølle) – en vandmølle, baseret på en meget simpel teknologi.

  - Hestemølle – en mølle eller kværn drevet af heste el. okser (kendes i Danmark fra 1200-tallet).
  - Trædemølle – en mølle drevet af mennesker eller dyr.
- Efter arbejdstype:
  - Valsemølle – mølleteknik baseret på valser til valsning el. maling af korn m.m.
  - Pumpemølle - mølle, der dræner vandrige områder ved at pumpe vandet bort
  - Stampemølle – mølleteknik baseret på stampning af det bearbejdede emne.
  - Hammermølle – mølle med hamre til forarbejdning af af metal - oftest jern.
  - Kaffemølle – mølle i varierende størrelser til formaling af kaffebønner.
    - En række andre mølletyper: papirmølle, valkemølle, barkmølle, benstampemølle, kartoffelmelsmølle, kobbermølle, geværmølle, krudtmølle, slibemølle, skovmølle og sukkermølle.

### Kaffemølle
En kaffemølle eller kaffekværn er en mølle, der formaler ristede kaffebønner til kaffepulver. Pulverets slibestyrke eller finhed afhænger af dets anvendelse. Kaffepulver til filterkaffe formales mere groft end pulver til en espressomaskine, der arbejder med tryk eller tyrkisk kaffe (mokka). Den grad af slibning kan indstilles trinløst i nogle møller. Før husstandene blev elektrificeret, blev bønnerne formalet i hånden. Der blev anvendt krumtap drevne keglefræsere, som blev holdt i skødet eller skruet fast til bordet med et beslag eller fastgjort til væggen.

## Historie
Ordet mølle kan bruges alene om kværnen, men hentyder dog oftest til en større enhed. I sin oprindelige form består en mølle af:  
1. en bygning
2. en kraftkilde, hvis energi opfanges ved enten vindmøllens vinger eller vandmøllens vandhjul
3. gangtøjet, der består af hjul, drev og aksler, der transmitterer kraften ud til kværne m.v.
4. en kværn og evt. andet maskineri.

Møllen (eller kværnen) til at male korn har været vigtige tekniske indretninger i hverdagslivets historie, så længe der har været dyrket korn. Opfindsomheden har ført til flere måder at gøre det på.
Møllen er en videreudvikling/mekanisering af oldtidens håndkværne. Håndkværnen blev oprindelig udviklet af to sten, en "skubbekværn". En underliggende, ubevægelig skålformet sten (liggeren), med hvilken man malede korn ved at bevæge en mindre, flad eller rund sten (løberen). 
Senere udvikledes den roterende håndkværn, drejekværnen. Her malede man kornet mellem to cirkelformede sten, hvor den øverste blev drevet af et håndtag, der påvirker en aksel af træ eller metal. Denne type kværn fandtes hos etruskerne ca. 500 f.Kr. og var almindelige i husholdninger helt frem til 1800-tallet. Håndkværnen var dog i Danmark forbudt at bruge til formaling af brødkorn, som kun måtte ske på de kongeligt privilegerede møller. Kværnen blev hurtigt teknologisk udviklet fra at være drevet med håndkraft til at blive trukket af slaver eller kvæg, vandkraft og vind.
Vindenergi har været udnyttet i Kina ca. 2000 år f. Kr., hvor vindkraften blev brugt til at pumpe vand til kunstvanding, mens vandenergi er udnyttet i Grækenland allerede i det tredje århundrede f. Kr. Beskrivelser af større vandmøller findes hos Marcus Vitruvius Pollio (ca. 25 f.Kr.), mens større vindmøller er kendt fra 900-tallet e.Kr., hvor de især benyttedes i Iran, Pakistan og Afghanistan. 
I begyndelsen af vikingetiden omkring år 800 kommer de første vanddrevne møller til Danmark. Møllerne var oprindelig knyttet til de enkelte gårde. De første primitive vandmøller, var skvatmøllen (horisontalmøllen) med et vandretliggende hjul, der består af skovle samlet på den nederste ende af en aksel. Akselen passerer op gennem et hul i midten af kværnens nederste sten og er fastgjort til den øverste sten. Når vandet løber ind i hjulets skovle, skubbes det rundt og trækker den øverste sten med sig i akkurat samme hastighed. Mellem kværnens to sten males kornet til mel. Den horisontale mølle arbejder langsomt, og effekten er ikke særlig stor, men den kræver ikke meget vand for at arbejde. Den vil som regel kun være i stand til at tilfredsstille et enkelt husholds behov for maling af brødkorn.
Indførelsen af det vertikale møllehjul var et stort fremskridt i mølleteknikken, især gennem indførelsen af gear. Vandhjulet placeres lodret og man laver et viklegear for at få hjulets drejning overført til kværnens lodrette aksel. Denne mølletype kan trække en større kværnsten end skvatmøllen, men kræver til gengæld en større vandmængde. Derfor etablerede man mølledamme, så man kunne opmagasinere vand når møllen ikke kørte. Sideløbende med vertikalmøllerne holdt skvatmøllerne sig dog drejende i 500 år til op omkring 1560.
I 1500-tallet eksisterede skvatmøllerne i stort tal, samtidig med at klostrene og herregårdene havde anskaffet de store effektive vertikale møller med lodrette møllehjul. Frederik 2. (1534-1588) forbød de mange små private skvatmøller og gav klostrene og herregårdene monopol på at male korn.
Mølletvang var i ældre tid en ordning, som forpligtede bønderne i et område til at lade deres korn male på en nærmere defineret møllebrug. I 1852 blev møllerecessens tvangsbestemmelser ophævet med en overgangsperiode på 10 år. For møllerejerne betød dette en stor omvæltning. De mistede dermed deres særrettigheder. Samtidig var det en stor lettelse for bønderne, der ikke mere skulle køre den lange vej. I hertugdømmerne fortsatte mølletvangen, indtil Danmark måtte afstå disse landområder til Preussen i 1864
I kornmøllerne, såvel vandmøller som vindmøller er det kværnen, der maler kornet. I den hollandske vindmølle er kværnen normalt placeret på sin "egen" etage, "kværnloftet". I løbet af 1700-tallet udvikledes det såkaldte stjernehjul, en mekanisme, der fordeler kraften til flere kværne og dermed øger møllens kapacitet. 
Møller spillede en stor rolle ved industrialiseringen, da de kunne levere energi til fabrikker og maskiner; men med elektrificeringen  1890-1930 mistede møllerne deres betydning som energikilde.

## Danske møller
De første danske møller var vandmøller, som indførtes i 1100-tallet af de munke, der stiftede klostre i Danmark. De ældste vindmøller var stubmøller. I skriftlige kilder nævnes de i midten af 1200-tallet. Den hollandske vindmølletype nåede til Danmark i 1619. Den første hollandske vindmølle blev bygget i København for Chr. IV af en frisisk møllebygger. Først i sidste halvdel af 1700-tallet blev den hollandske mølle udbredt til resten af landet.  I slutningen af 1800-tallet begyndte tilbagegangen for vindmøllerne ligesom i resten af Europa.
Vandmøllerne blev ikke nedlagt i samme omfang som vindmøllerne, bl.a. fordi en del af dem  omkring år 1900 omstilledes til at producere elektricitet, men kort efter anden verdenskrig havde næsten alle indstillet driften.
De bevarede vind- og vandmøller er i 2025 typisk drevet af en forening eller et laug som museer eller kulturminder. En del virker stadig, men arbejder kun ved særlige lejligheder. På Frilandsmuseet og i Den Gamle By i Aarhus findes der også funktionsduelige møller.
Efter oliekrisen introducerede bl.a. Vestas den nye type møller, som i stigende grad præger naturen i Danmark.

## Kværnen
For at korn kan optages i den menneskelige organisme kræver der en formaling af kornet. Ved at holde en bestemt afstand mellem kværnstenene opnås, at frøhviden bliver til pulver, mens frøhinde og kim knuses i større stykker. Sigtes det formalede korn, får man rent mel. Det kan være to stene som bevæges mod hverandre, eller en indretning lavet af keramisk materiale, metal eller træ. Det kan også være en valse mod et fladt underlag, alternativt to roterende valser (valsemølle). Kværnene kan drives af, fra dyrs eller menneskers muskelkraft, vandkraft og elektricitet. 
Også de sten, som skubbes mod hinanden - kværnen - er blevet forfinede gennem historien. Sandstenen blev udnyttet i udviklingen af grubbekværnen, som var opbygget omkring en kasse i møllegulvet. Her kunne man presse kornet mod siderne af kværnen, og dermed få en finere kvalitet på melet.  
Kværnsten blev brug i kværner. Det drejede sig om håndkværner eller skvatkværner (skvatmølle), hvor drivkraften var henholdsvis menneskelig muskelkraft eller vandkraft. Kværnstenene var af forskellige størrelse, men den måde kværnene virkede på var den samme. Det vigtige brugsområde til både håndkværn og skvatkværn var at male korn til mel. En kværn bestod af to stene, understenen lå stille og overstenen blev drejet rundt. Kværnen blev formet sådan at korn kunne fyldes på i midten, og mel blev opsamlet rundt om yderkanten.
Møllesten bliver brugt i vindmøller og vandmøller, til knusning af hvede eller andre kornsorter. En møllesten adskiller sig fra en kværnsten ved størrelse, men også materiale og form. Møllesten er først og fremmest større end kværnsten.
- Rekonstruktion af en skubbekværn fra en keltisk landsby Mitterkirchen i Oberösterreich
- Skvatmølle i Gjógv, Færøerne
- Kaffemølle
- Pebermølle